# Brussels Devils
Actualités
Les Brussels Devils est une franchise belge de rugby à XV basée à Bruxelles. Créée en 2021, elle évolue en Rugby Europe Super Cup.

## Historique
La franchise est créée en 2021 pour participer à la Rugby Europe Super Cup. Elle évolue dans la conférence Ouest. Elle joue son premier match à l'occasion d'une rencontre amicale face au Beauvais Rugby Club, club français de Fédérale 1.
L'entraîneur de l'équipe est Sébastien Guns. Il est secondé par Thibaut André qui entraîne les arrières, Karim Demnati et Mathieu Verschelden qui entraînent les avants. L'équipe joue au Centre sportif Nelson Mandela de Neder-Over-Heembeek.
Avant le début de la saison 2021, la franchise passe en revue plus de 70 joueurs évoluant dans le championnat belge. L'objectif de la franchise est de développer des joueurs de moins de 23 ans, en créant une marche supplémentaire entre le niveau du championnat belge et le niveau international. Frédéric Cocqu, directeur technique de la fédération belge, déclare que l'objectif de la franchise est qu'elle « soit une entité de formation, de développement et de maintien à niveau », pour « proposer à nos meilleurs jeunes de rester ou de rentrer au pays et d’avoir accès à des matchs de haut niveau ». 

## Effectif 2021
Le 14 septembre 2021, le premier effectif est annoncé. 
| Nom                  | Poste            | Naissance        | Nationalité sportive | Sélections (points) | club                    |
| -------------------- | ---------------- | ---------------- | -------------------- | ------------------- | ----------------------- |
| Cian Cauwenberghs    | Pilier           |                  | Belgique             | 1 (0)               | KRC Mechelen            |
| Ian Dumez            | Pilier           |                  | Belgique             | -                   | Dendermondse RC         |
| Samuel Opsomer       | Pilier           |                  | Belgique             | 1 (0)               | RC Soignies             |
| Ayrton Stainier      | Pilier           |                  | Belgique             |                     | ASUB Waterloo           |
| Arnaud Van Balberghe | Pilier           |                  | Belgique             |                     | ASUB Waterloo           |
| Basile Van Parys     | Pilier           | 30 juin 2000     | Belgique             |                     | Rhinos Rugby Oudenaarde |
| Bruno Vliegen        | Pilier           | 3 juillet 2001   | Belgique             |                     | US Carcassonne          |
| Karel De Paepe       | Talonneur        |                  | Belgique             | 1 (0)               | Rhinos Rugby Oudenaarde |
| Joachim Piérart      | Talonneur        |                  | Belgique             | -                   | RC Frameries            |
| Frederic De Smet     | Deuxième ligne   |                  | Belgique             | -                   | Dendermondse RC         |
| Florent Lenaertz     | Deuxième ligne   |                  | Belgique             | -                   | Rugby Ottignies Club    |
| Robin Vermeersch     | Deuxième ligne   |                  | Belgique             | -                   | Royal Kituro            |
| Michael Abrahams     | Troisième ligne  |                  | Belgique             | -                   | Royal Kituro            |
| Hugues Bastin        | Troisième ligne  |                  | Belgique             |                     | RC La Hulpe             |
| Toon Deceuninck      | Troisième ligne  |                  | Belgique             | -                   | Royal Kituro            |
| Amin Hamzaoui        | Troisième ligne  | 7 mai 1996       | Belgique             | 14 (2)              | ASUB Waterloo           |
| Gilles Harte         | Troisième ligne  |                  | Belgique             | -                   | Rugby Ottignies Club    |
| Maximilien Hendrickx | Troisième ligne  |                  | Belgique             | 1 (0)               | Boitsfort RC            |
| Gonzalo Moreno       | Troisième ligne  |                  | Belgique             | 1 (0)               | RC La Hulpe             |
| Sacha Yoko           | Troisième ligne  |                  | Belgique             | 1 (0)               | Royal Kituro            |
| Ryan Godsmark        | Demi de mêlée    | 10 avril 1992    | Belgique             | 2 (0)               | RC La Hulpe             |
| Oscar Michelini      | Demi de mêlée    |                  | Belgique             |                     | Royal Kituro            |
| Isaac Montoisy       | Demi de mêlée    | 9 septembre 1998 | Belgique             | 8 (5)               | RC Soignies             |
| Jonathan Craenen     | Demi d'ouverture |                  | Belgique             | -                   | ASUB Waterloo           |
| Henri Dequenne       | Demi d'ouverture | 6 juillet 2000   | Belgique             | -                   | RC Soignies             |
| Louis de Moffarts    | Demi d'ouverture | 4 novembre 1993  | Belgique             | 7 (19)              | RC La Hulpe             |
| Hugo De Francq       | Centre           |                  | Belgique             | -                   | RC Soignies             |
| Valéry Dulieu        | Centre           |                  | Belgique             | -                   | RC Soignies             |
| Viktor Pazgrat       | Centre           | 16 janvier 2001  | Belgique             | -                   | RC Frameries            |
| Florian Remue        | Centre           |                  | Belgique             | -                   | Royal Kituro            |
| Jacob Van de Weghe   | Centre           |                  | Belgique             | -                   | Rhinos Rugby Oudenaarde |
| Maarten Huau         | Ailier           |                  | Belgique             | -                   | Dendermondse RC         |
| Basile Poupaert      | Ailier           | 3 août 1999      | Belgique             | -                   | RC La Hulpe             |
| Hugo Ruelle          | Ailier           |                  | Belgique             | -                   | RC Soignies             |
| Rémy Driesen         | Arrière          |                  | Belgique             | -                   | Royal Kituro            |
| Léopold Roobaert     | Arrière          |                  | Belgique             | 1 (0)               | Royal Kituro            |